# Richard Gutjahr

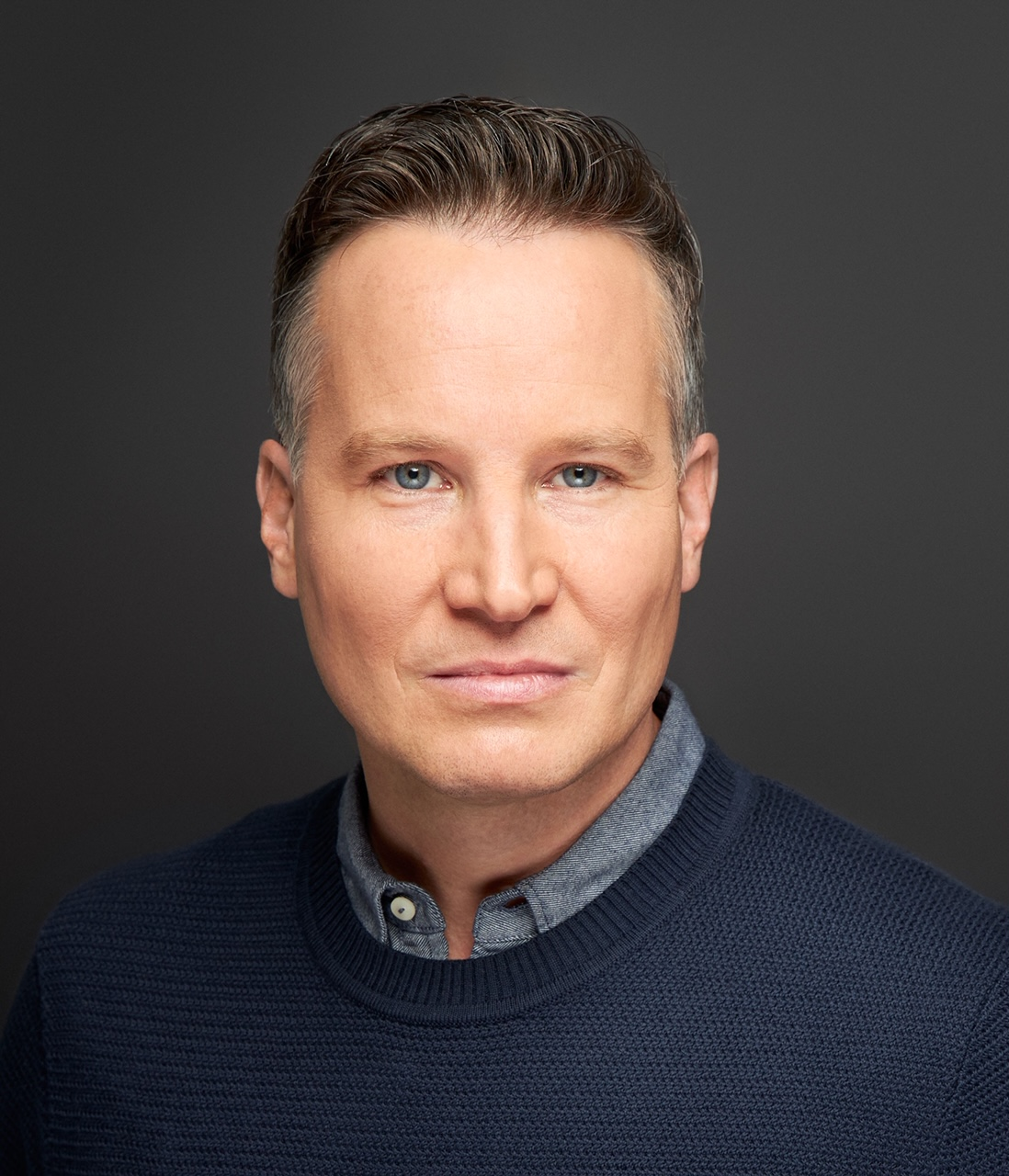
Richard Gutjahr (2019)

Richard Gutjahr (* 1973 in Bonn) ist ein deutscher Moderator, Journalist und Blogger.

## Leben und Wirken
Gutjahr besuchte zwischen 1993 und 1998 die Deutsche Journalistenschule in München. Er studierte auch Politik- und Kommunikationswissenschaften an der Ludwig-Maximilians-Universität München.
Ab 1992 arbeitete er als Nachrichtenredakteur, Live-Reporter und Moderator für Radio Gong, ab 1996  folgte eine Stelle bei Bayern 3.
Gutjahr war Mitarbeiter der Chefredaktion des Bayerischen Fernsehens und Moderator der Rundschau-Nacht. Von. Mai bis Juni 2012 moderierte Gutjahr ein von ihm entwickeltes Social-TV-Projekt Rundshow mit wechselnden Co-Moderatoren, darunter Daniel Fiene, Sascha Lobo und Sandra Rieß.
Seit Mitte 2010 schreibt er eine wöchentliche Kolumne in der Münchner Abendzeitung. Daneben schreibt er auch für andere Tageszeitungen, wie z. B. den Berliner Tagesspiegel oder für die Frankfurter Allgemeine Zeitung.
2010 wurde er nach 23-stündigem Schlangestehen vor dem Apple-Store in New York als weltweit erster Käufer eines iPads bekannt.
Einer größeren Öffentlichkeit wurde er durch eine Reportage aus Kairo während der Revolution in Ägypten 2011 bekannt, nachdem er sich bei einem Aufenthalt in Israel spontan und ohne Auftrag zu einer Reise nach Kairo entschlossen hatte.
Gutjahr war Mitinitiator von LobbyPlag, einer Web-Plattform mit dem Ziel, die direkte Einflussnahme von Lobbyisten auf Politiker im Zusammenhang mit der geplanten EU-Datenschutzverordnung nachzuweisen. Die Rechercheergebnisse, die unter anderem belegten, dass Parlamentarier weite Teile ihrer Gesetzesvorlagen aus Lobbypapieren abgeschrieben hatten, sorgten weltweit für mediale Aufmerksamkeit.
Am 14. Juli 2016 war er zufällig Zeuge der Amokfahrt des Anschlags in Nizza, als er gerade ein Sabbatical mit seiner Familie in Südfrankreich machte. Er berichtete über Twitter sowie im ARD-Nachtmagazin und im Bayerischen Rundfunk. Ein Video, das offenbar den Beginn des Anschlags zeigt, stellte er dem WDR zur Verfügung; er entschied sich ausdrücklich gegen eine Veröffentlichung des Materials in den sozialen Netzwerken, weil er es den Sendern überlassen wollte, welche Bilder gezeigt werden sollten. Am 22. Juli 2016 berichtete Gutjahr unter anderem für die ARD-Tagesschau live von dem Anschlag am Olympia-Einkaufszentrum. Ursprünglich auf dem Weg zum Bayerischen Rundfunk, wurde er von einem Freund, späteren Veröffentlichungen zufolge von seiner Tochter, über den Vorfall informiert und traf als einer der ersten Reporter am Tatort ein.
Über Gutjahr wurden in sozialen Netzwerken wiederholt Verschwörungserzählungen verbreitet. Gegen diese sowie gegen eine unberechtigte Verwendung seiner Aufnahmen von der Tat in Nizza hat sich Gutjahr gewehrt.
Für seine Reporterleistungen u. a. in Nizza und in München wurde Gutjahr im Jahr 2016 vom Medium Magazin zum Reporter des Jahres (2. Platz) gewählt. In der Jury-Begründung hieß es: „Ein Vorreiter in der Digitalszene. 2016 bewies er in gleich drei großen Lagen, wie besonnene Reporterarbeit geht: beim Terroranschlag in Nizza, beim Anschlag in München und beim Mobile-Reporting-Experiment für den NDR bei der US-Wahl. Ein Gegenpol zu jenen, die sich in solchen Lagen zu gern im Spekulations-Dschungel verlaufen.“ Im Januar 2018 ließ er die Domain der rechtspopulistischen Zeitschrift Compact pfänden, nachdem diese für Prozesskosten nicht aufgekommen war, die entstanden waren, weil Gutjahr gegen ehrenrührige Verdächtigungen, die in Compact erschienen waren, eine einstweilige Verfügung erwirkt hatte. Im Juni 2018 verlor er einen Prozess vor dem Oberlandesgericht Köln gegen Gerhard Wisnewski wegen einer Passage in dessen Buch verheimlicht – vertuscht – vergessen, weil „die Darstellung Wisnewskis viel zu vage“ sei, „um sich überhaupt als Verdachtsberichterstattung zu qualifizieren“.
Gutjahr war bis Ende 2019 fester freier Mitarbeiter des BR; nach 22 Jahren beendete er dort seine Tätigkeit. In einem offenen Brief kritisierte er den BR und dessen Intendanten Ulrich Wilhelm für die aus seiner Sicht fehlende Unterstützung gegen die anhaltenden Angriffe von „Verschwörungstheoretikern, Neonazis und Reichsbürgern“. Laut Gutjahr hätten Wilhelm und dessen engste Mitarbeiter versucht, „das Kontrollgremium des Bayerischen Rundfunks zu täuschen und hinter verschlossenen Türen immer wieder die Wahrheit zu verbiegen“. Der Bayerische Rundfunk wies die Vorwürfe zurück und erklärte, der Brief enthalte „keine neuen Aspekte und ist im Kern nicht zutreffend“. Weiter heißt es in der Stellungnahme: „Der BR weist insbesondere den Vorwurf der Lüge und Täuschung durch den Intendanten Ulrich Wilhelm strikt zurück.“
2020 arbeitete Gutjahr bei Gabor Steingarts Firma Media Pioneer, wo er unter anderem das Technik-Podcast Tech-Briefing moderierte. Ende August beendete er seine Mitarbeit wegen Äußerungen Steingarts. Seit September 2020 produziert Gutjahr mit Don Dahlmann den T-Online-Podcast „Ladezeit“ zum Thema Elektromobilität.

### Privates
Richard Gutjahr war von 2007 bis 2017 mit der ehemaligen israelischen Knesset-Abgeordneten Einat Wilf verheiratet. Er hat eine Tochter (* 1994) und einen Sohn (* 2010).

## Auszeichnungen
- 2006: Ernst-Schneider-Preis für Wirtschaftsjournalismus für die Reportagereihe Der Hartz Check, zusammen mit BR-Rundschau-Redaktionsleiter Peter Marder[41]
- 2011: Newcomer des Jahres (Medium Magazin)[42]
- 2012: Netzjournalist des Jahres 2011 (Die Zeit)[43]
- 2013: Nominierung für den Grimme Online Award; zum ersten Mal für die persönliche Leistung einer Einzelperson[44]
- 2016: Reporter des Jahres (2. Platz; Medium Magazin)[28]

## Schriften
- G! book: 50 ausgewählte Blogposts von Gutjahrs Blog, epubli 2012, ISBN 3-8442-1735-5